# Tephrosia newtoniana
Tephrosia newtoniana är en ärtväxtart som beskrevs av Antonio Rocha da Torre. Tephrosia newtoniana ingår i släktet Tephrosia och familjen ärtväxter. Inga underarter finns listade i Catalogue of Life.